# Odd-eyed

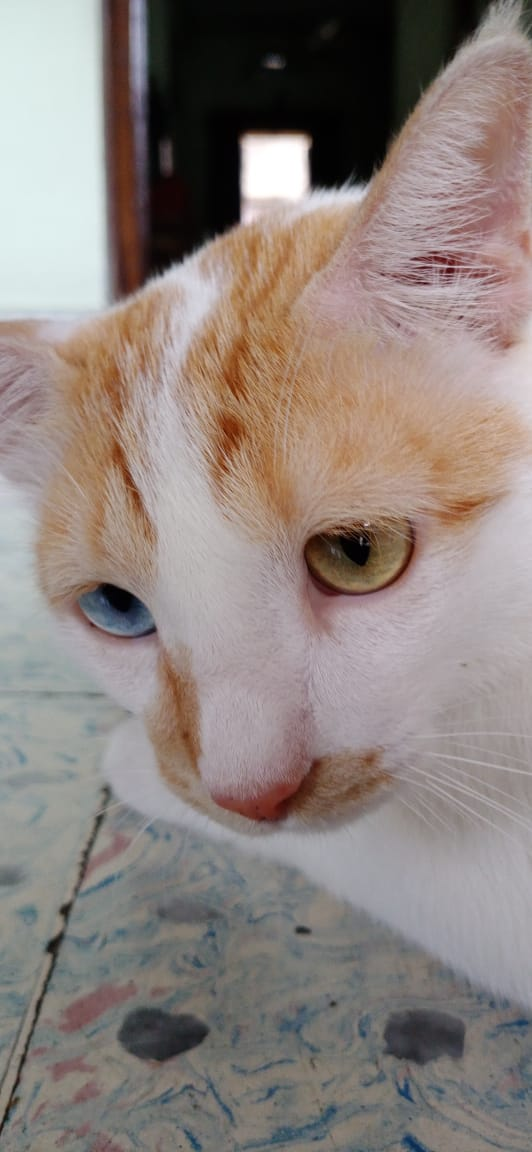
Odd Eyed Cat

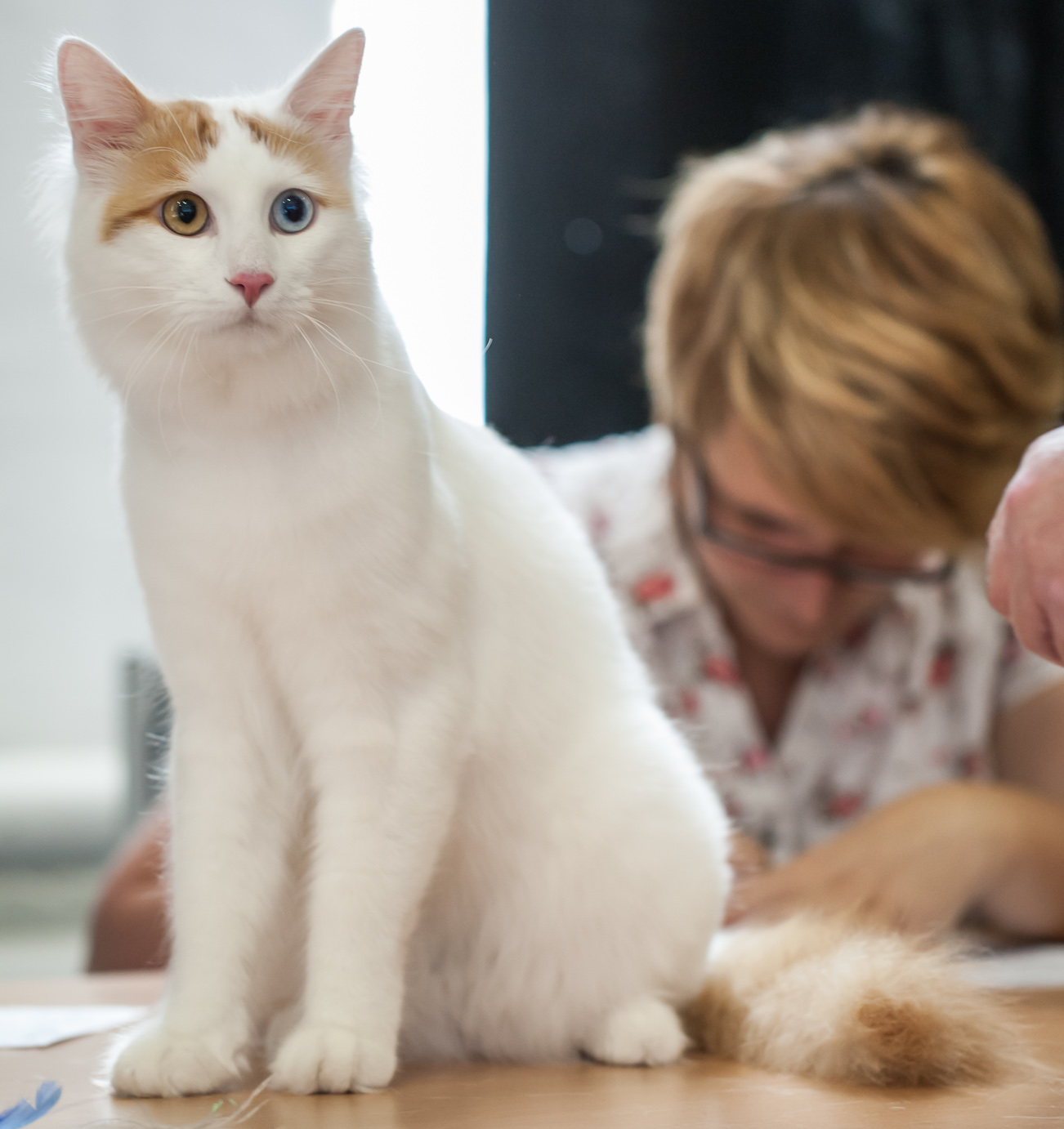
Turkse Van

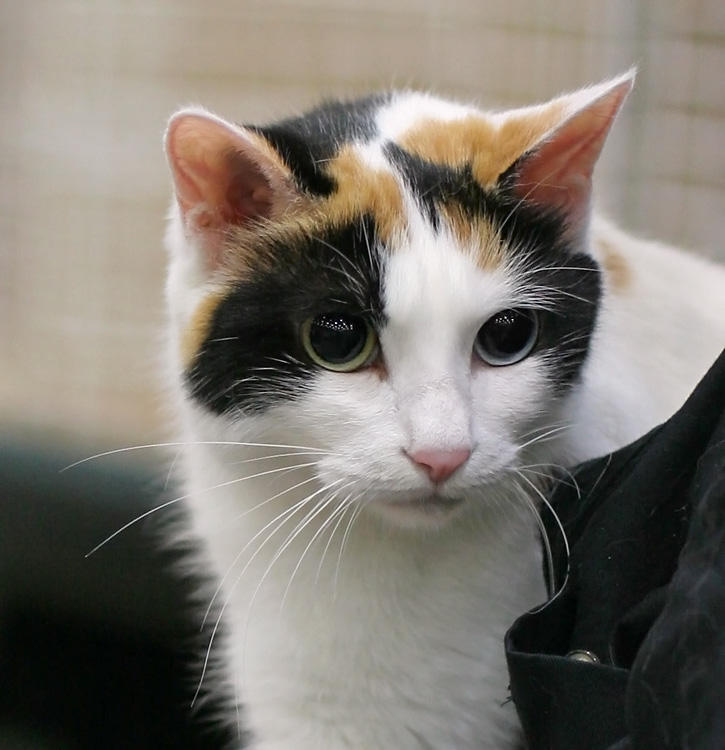
Japanse stompstaartkat

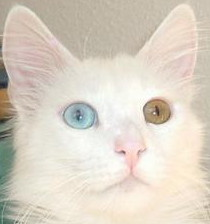
Turkse angora

Een odd-eyed kat heeft een oranje/geel/groen en een blauw oog. Meestal zijn katten met deze speciale oogkleuren wit. Het komt voor bij compleet witte katten alsmede katten die overwegend wit zijn met slechts weinig gekleurde vachtdelen. In beide gevallen ontbreekt er in het blauwe oog een van de twee pigmentlagen.
In het eerste geval is dit fenomeen gekoppeld aan de genetische factor W (dominant wit) die de pigmentvorming in vacht en oog of ogen remt. In dit geval kan, meestal aan de kant van het blauwe oog, ook doofheid of slechthorendheid voorkomen. Bij deze compleet witte dieren is het in wezen een van de effecten die kunnen optreden bij het Syndroom van Waardenburg.
Bij gekleurde katten met veel wit in de vacht komt geen doofheid voor. Hier is de pigmentremming gekoppeld aan het dominante gen S (piebald white spotting) en beperken de effecten zich tot het soms missen van een pigmentlaag in een oog en worden de tastharen in het binnenoor niet aangetast.
Bij de Turkse angora waarvan een groot deel van de raspopulatie een compleet witte vachtkleur bezit komt dit fenomeen frequent voor. Ook bij de rassen Japanse stompstaartkat en Turkse van waar een groot deel van de raspopulatie overwegend wit is met slechts weinig gekleurde delen is er een hoge incidentie.